# Al-Mukadasi
Muhammad ibn Ahmad Shams al-Din Al-Muqaddasi (arapski:محمد بن أحمد شمس الدين المقدسي) ili Al-Maqdisi / el-Mukaddasi, (oko 945./946. – 1000.) bio je srednjovjekovni arapski zemljopisac, poznat kao autor teksta Ahsan at-Taqasim fi Ma`rifat il-Aqalim (Najbolje podjele znanja o regijama). Svoju knjigu je napisao 985. godine nakon više godina provedenih po putovanjima u sve dijelove tadašnjeg islamskog svijeta. Za to putovanje su ga potakla vlastita iskustva na hadždžu kada je imao dvadeset godina. U njegovom tekstu su najdetaljnije opisana rodna Palestina i Jeruzalem, te predstavlja jedan od najdragocjenijih izvora za povijest toga područja u srednjem vijeku.

## Vanjske poveznice
- Al-Muqaddasi
- Al-Muqaddasi: An Encyclopaedic Scholar
- Zakariyeh Mohammed: Maqdisi: An 11th Century Palestinian Consciousness Double Edition 22 & 23, 2005, Jerusalem Quarterly